# Ascogaster pentagona
Ascogaster pentagona är en stekelart som beskrevs av Charles Thomas Brues 1933. Ascogaster pentagona ingår i släktet Ascogaster och familjen bracksteklar. Inga underarter finns listade.